# 김승현 (프로게이머)
김승현(1989년 11월 8일 ~ )은 대한민국의 전직 스타크래프트, 스타크래프트 II 프로게이머이다. 현재는 아프리카tv 소속 파트너 비제이로 활동 중이다.
SeaGuemChi이라는 아이디를 사용하며, 종족은 프로토스이고, 대한민국 공군 사병으로 복무하였다. 은퇴 후 2014년 3월 아프리카tv 비제이로 데뷔하였고, 2019년 7월 5일에는 이윤열, 이예준(철구), 이영호, 김택용, 김봉준, 이제동, 송병구, 임홍규, 김윤중, 이경민에 이어 스타크래프트 프로게이머 출신 11번째 파트너 비제이가 되었다.

## 개요

#### 스타크래프트
2007년 하반기 드래프트에서 한빛 스타즈(현 웅진 스타즈)의 2차 지명으로 입단하였다.
신한은행 프로리그 2007 후기데뷔전에서 염보성, 강민, 허영무를 꺾고 3연승을 해서 윤용태를 뒤를잇는 한빛토스의 탄생이라고 알려졌으나 그이후 연패와 연승 연패를 반복하는 모습을 보여주어 주목을 받지못했다. 특히 프로토스전과 테란전에서는 소위 진흙탕싸움을 펼치며 승리를 거두었지만, 저그전에서는 취약함을 보여주었다.
그러나, 신한은행 프로리그 08-09에 들어서서 개인리그 진출 및 팀내에서 윤용태-김명운 다음으로 승수를 쌓아주는등의 활약으로 팀 내 주전으로 자리매김을 하게 되었다.
2010년 신한은행 위너스리그 09-10에서 첫올킬을 시작으로 공식전 9연승을 달리며 웅진스타즈의 포스트시즌 진출권 획득에 기여했다.
이후 이렇다 할 성적을 거두지는 못했고, 09-10 시즌 종료 후 은퇴했다. 그러나 그 뒤 웅진 스타즈로 복귀하였으며, 그 뒤 김승현은 공군 ACE에 지원하였으며, 합격하여 공군 에이스에 입대를 하게 된다. SK플래닛 스타크래프트 II 프로리그 시즌 2에서는 공군 에이스 소속으로 활약하였다. 그 뒤 2014년 3월 4일, 제대했고 제대 이후 아프리카TV 활동을 시작하면서 사실상 은퇴하게 되었다. 은퇴 후 여캠마스터로 활약하며 이 여자, 저 여자에게 마음을 주었고 결국 Co2와 연애를 시작하게 되었다

#### 스타크프트 II
이후 잠시 휴식기를 가진 후 STARTALE에 입단하여 스타크래프트2 게이머로 활동했다. 그러나 뚜렷한 활약을 하지 못했고, 2011년 1월 웅진스타즈에 재입단하여 스타크래프트로 복귀하게 되었다. 스타크래프트 II로 전향한 프로게이머가 다시 스타크래프트로 복귀한 첫 사례였다.

## 김승현과 OME
2009년 6월 1일, 신한은행 프로리그 08-09 5라운드 삼성전자 칸 vs 웅진 스타즈의 경기 3세트에서, 김승현은 삼성전자의 이성은 선수를 상대하게 된다. 두 선수 모두, 프로게이머다운 기량을 보이지 못한 저수준의 경기를 서로 펼치며, 처절한 역전과 재역전이 반복된 경기를 보였으며, 졸전 끝에 승리한 김승현 선수는 자신의 팀 대기조로 들어가 우스꽝스러운 춤 세레머니를 선보였다. 그 후, 김승현은 승리자임에도 불구하고, 포모스 평점 4점으로 역대 승리자 가운데 가장 낮은 평점을 얻게 된다. 이 사건 이후로, 스타크래프트 관련 커뮤니티에서 종종 쓰는 표현인 OME (Oh My Eyes!! 의 각 단어 앞글자들 딴 말 : 서로 상대하는 두 선수가 프로게이머다운 기량을 펼치지 못하고 서로간에 졸전이 이어질때 쓰는 표현) 와 김승현의 성씨인 김을 합쳐서 '오메(OME)킴'이라는 별명이 붙여지게 되었다.
이후 김승현은 SK텔레콤 T1과의 경기에서 정명훈 선수와 맞붙게 되는데, 중앙에 전진게이트를 워프시키고 정명훈 선수를 교란시켜 앞마당에 포토러쉬를 성공시키려 했으나 어이없이 프로브가 잡히는 실수로 또 한번 관중들에게 웃음을 유발시켰다. 이 경기로 웅진은 3:0 셧아웃을 당했지만, 김승현의 별명이 더욱 더 굳어지는 계기가 되었다.
그 이후, 5연승을 달리면서도 경기내용이 썩 좋지 않고 '평범한' 경기를 이어가자, 아무리 잘하는 선수라도 김승현과 같이하면 OME를 연출한다는 소리와 함께 '흑마법의 대가'라는 명칭도 가지게 되었다.
2009년 8월 10일 오메킴 김승현은 또다시 재밌는 경기를 했다. 경남 STX 마스터즈 2009의 이스트로와의 경기 중 차봉으로 출전한 김승현은 상대 이스트로의 박상우, 신대근을 내리 연파하고 중견 신상호와 경기를 하게 된다. 이들은 초반에 안전하게 플레이하다가 드디어 처음 나온 공격병력이 서로 엇갈리게 되어 서로의 본진을 공격하게 되고, 상대의 본진에 넥서스를 소환하는 진풍경이 펼쳐졌다. 이후 김승현은 리버 견제로 이득을 봤으나 병력 교전에서 신상호의 드라군이 1기 더 살아남게 된다. 이 드라군을 리버로 잡으려 애썼으나 신상호는 셔틀 컨트롤로 스캐럽을 계속 피하고, 스캐럽을 채울 미네랄이 없었던 김승현은 결국 GG를 치고 말았다.
최근, MBC 게임 김철민 케스터가 '오컬트 메지션'의 줄임말로 오메킴이라는 별명으로 새롭게 정리했으며, 프로리그 등에서의 맹활약으로 '오메킴'이라는 별명이 '오메느님' '오메가' 등으로 진화하고 있는 중이다.
하지만 이 별명도 잠시 아프리카 경기중 최호선과의 경기에서 전투 의사를 밝히며 '예스'라고 답하여 전투토스,

## 신한은행 위너스리그 09-10첫 올킬
2010년 1월 27일 CJ 엔투스전에서 4:1의 올킬을 만들어냈다. 이는 시즌 첫 올킬이다.
08-09 위너스리그 우승자인 CJ엔투스를 상대로 웅진의 신예 김민철 이 출전했으나 변형태와의 장기전 끝에 아쉬운 패배를 거두었다. 그러나 차봉으로 나온 김승현이 가스러쉬 이후 3연속 리콜로 본진을 초토화 하여 승리를 거두었으며, 차봉으로 출전한 CJ엔투스의 에이스 김정우를 상대로 커세어 다크로 원사이드 경기를 거두었다.
중견으로 출전한 신예 장윤철과 맞붙게 된 김승현은 셔틀플레이로 꾸준한 견제를 하는 과정에서 안정적인 플레이를 보여줬으며, 대장으로 나온 진영화를 상대로 앞마당까지 몰리는 위기를 맞이했으나 리버를 이용한 방어와 함께 진영화의 앞마당을 초토화 시켜 올킬을 달성했다.
- 2010년 1월 27일 - 김민철 패 vs 변형태 승 (신한은행 프로리그 09-10 3R)
- 2010년 1월 27일 - 김승현 승 vs 변형태 패 (신한은행 프로리그 09-10 3R)
- 2010년 1월 27일 - 김승현 승 vs 김정우 패 (신한은행 프로리그 09-10 3R)
- 2010년 1월 27일 - 김승현 승 vs 장윤철 패 (신한은행 프로리그 09-10 3R)
- 2010년 1월 27일 - 김승현 승 vs 진영화 패 (신한은행 프로리그 09-10 3R)

## 수상 경력
- 2007년 제29회 커리지매치 입상
- 2009년 박카스 스타리그 2009 36강
- 2009년 EVER 스타리그 2009 36강
- 2009년 NATE MSL 2009 16강
- 2010년 대한항공 스타리그 2010 Season 1 36강
- 2015년 스베누 10차 소닉 스타리그 16강
- 2015년 스베누 11차 소닉 스타리그 시즌2 16강
- 2016년 VANT 36.5 대국민 스타리그 8강
- 2016년 무엔터 입단
- 2017년 ASL Season 2 8강
- 2017년 ASL Season 3 16강

- 김승현 아프리카 방송국